# Deanston (Whiskybrennerei)
Deanston ist eine Whiskybrennerei in Deanston, Stirling, Schottland.

## Geschichte
Deanston wurde 1965 von Deanston Distillery Co. Ltd. gegründet. Dazu wurde die Deanston Mill, eine von Architekt Richard Arkwright im Jahr 1785 erbaute Baumwoll-Mühle, umgewandelt. Die Whisky-Produktion begann im Jahr 1966 und 1971 wurde der erste Single Malt Whisky unter dem Namen Old Bannockburn auf den Markt gebracht. 1972 wurde die Brennerei von Invergordon Distillers übernommen, die 1974 den ersten Single Malt unter dem Namen Deanston abfüllen. 1982 wurde die Brennerei geschlossen. Burn Stewart Distillers aus Glasgow kauften Deanston 1990 für 2,1 Millionen Pfund und begannen im Jahr 1991 wieder mit der Produktion. 1999 kaufte C. L. Financial zunächst 18 % der Anteile von Burn Stewart und im Jahr 2002 den Rest der Anteile.
Deanston staut das Wasser des Teith einige Meilen von der Brennerei entfernt. Dieser Damm und eine Turbine sorgen dafür, dass Deanston seinen eigenen Strom herstellt.

## Produktion
Das Wasser der zur Region südliche Highlands gehörenden Brennerei stammt aus dem Teith. Das Malz kommt von fremden Mälzereien. Die Brennerei verfügt über einen Maischbottich (10,5 Tonnen) aus Edelstahl und acht Gärbottiche (je 60.000 l). Destilliert wird in zwei wash stills (je 10.000 l) und zwei spirit stills (je 8500 l), die durch Dampfspiralen erhitzt werden.

## Abfüllungen
Etwa 15 % der Produktion von Deanston kommen als Single Malt auf den Markt. Hauptmarkt sind die USA, das Vereinigte Königreich, Frankreich, die Niederlande und Japan. Der Rest ist für Blends und Malt Liqueur bestimmt (Wallach Single Malt Liqueur und Drumgray Highland Cream Liqueur). 
An Original-Abfüllungen gibt es einen 12-Jährigen, den 15 Jahre alten Organic, einen 18-Jährigen und den Virgin Oak. Für den französischen Markt wird außerdem ein 6-jähriger Single Malt abgefüllt. 2003 wurde außerdem ein 35-jähriger aus dem Jahr 1967 auf den Markt gebracht.